# Foyer fédéral de Great Whale River
Le foyer fédéral de Great Whale River, aussi connu sous le nom de foyer fédéral de Poste-de-la-Baleine, est un établissement d'hébergement pour enfants autochtones, ouvert de 1960 à 1970 à Kuujjuarapik-Whapmagoostui, au Nunavik. L'établissement fait partie du réseau de pensionnats pour autochtones au Canada.

## Histoire
Le foyer fédéral de Great Whale River est fondé en 1960, pour les communautés cries et inuites de Whapmagoostui et Kuujjuarapik (alors nommé Great Whale River ou Poste-de-la-Baleine). L'établissement fait partie du réseau des foyers fédéraux administrés par le gouvernement fédéral et non-confessionnels. L'objectif de ces établissements est d'offrir aux enfants un cadre de vie se rapprochant d'une vie familiale normale. Les enfants y fréquentent une école fédérale externe pendant le jour, et résident au sein du foyer fédéral. À Poste-de-la-Baleine, le foyer fédéral est sous la supervision du directeur de l'école fédérale. Ses installations compte trois établissements de huit lits, qui servent parfois aussi de salle de classe ou d'hébergement pour les travailleurs. Des résidents inuit et cris y sont engagés comme ménagères ou faire office de chaperon ou figure parentale pour les enfants. Le foyer ferme ses portes en 1970.
Contrairement à l'histoire du réseau des pensionnats pour Autochtones, le cas des foyers fédéraux a peu été étudié. L'ouverture de ce type d'établissement au Nunavik correspond à la reprise du système éducatif inuit par le gouvernement fédéral, auparavant aux mains de congrégations religieuses.